# Holger Weinemo
Eric Holger Weinemo, född 19 augusti 1912 i Hofors, Gävleborgs län, död där 19 juni 1985, var en svensk järnverksarbetare, målare och tecknare.
Han var son till kontrollören Victor Ericsson och Elin Björk samt bror till Egon Ericsson-Weinemo. Efter att Weinemo arbetat några år som lindansare och jonglör vid olika folkparksvarietéer började han intressera sig för konst 1941. Vid sidan av sina arbeten bedrev han självstudier i målning och genomförde ett par studieresor till Spanien i slutet av 1950-talet. Tillsammans med Åke Tügel ställde han ut på Galerie Æsthetica i Stockholm 1951 och han medverkade i samlingsutställningar med Sveriges allmänna konstförenings vårsalonger på Liljevalchs konsthall och Gävleborgs läns konstförenings länsutställningar i Gävle. Han arbetade med ett fast formgrundat måleri med motiv som Gamla hyttarbetare, bönder och norrländsk industribebyggelse.  